# Étienne Baïlac
Étienne Baïlac est un journaliste né le 30 décembre 1875 à L'Arba et mort le 23 mars 1928 à Alger.

## Biographie
Étienne Baïlac, naît le 30 décembre 1875 dans la commune de plein exercice de L'Arba,. Il est le fils de Baptiste-Pierre Baïlac, commis, et de son épouse, Thérèse Origone, couturière. Il descendrait d'une famille de militaires de carrière venue du sud-ouest de la France.
À l'âge de dix-neuf ans, il s'engage au sein du 1er régiment de zouaves avec lequel il participe à la campagne de Madagascar sous les ordres du général Joseph Gallieni. De retour en Algérie, il écrit pour Les Annales africaine. Il se marie à Oran. Après avoir été rédacteur à L'Écho d'Oran, il dirige pendant quelques années les affaires de son beau-père, fabricant de liqueurs. En 1912, il quitte Oran pour Alger. Il y fonde L'Écho d'Alger dont le premier numéro paraît le 16 mars 1912. En 1914, il est mobilisé. En 1927, en raison de ses difficultés financières personnelles, il est contraint de vendre son journal à Jacques Duroux. Celui-ci n'ayant pas tenu sa promesse de le maintenir au poste de directeur politique, Baïlac fonde un autre journal, La Presse libre, dont le premier numéro paraît le 1er septembre 1927. En 1928, il contracte un virus et meurt en quelques jours, le 23 mars, à l'âge de cinquante-trois ans.

## Distinctions
- Chevalier de la Légion d'honneur (16 mars 1921)[9]